# Georg Rapp (Mediziner)
Georg Rapp, ab 1886 Georg von Rapp (* 2. November 1818 in Annweiler; † 27. November 1886 in Stuttgart) war ein deutscher Arzt. Er war Leibarzt der Königin Olga von Württemberg.

## Werdegang
Nach Studien in Erlangen und Würzburg und (ab 1843) Assistenzarztzeit in Würzburg, wo er von 1844 bis 1846 Privatassistent (Erster Assistent) von Carl Friedrich von Marcus war und auch als Dozent, etwa auf dem Gebiet der Dermatologie, wirkte, bildete er sich 1847–1849 mit staatlicher Unterstützung an Pariser Kliniken fort. Im Jahr 1849 wurde er mit einer Dissertation über die „Diagnose der Klappenaffectionen“ promoviert. Von 1851 bis 1854 war er Professor an der Universität Tübingen als Nachfolger von Carl Reinhold August Wunderlich. Doch wurde er 1854 vom Ministerium für Kirchen- und Schulwesen seines Amtes enthoben, weil er mit der Zuwendung zur Homöopathie als untragbar empfunden wurde. Im selben Jahr trat er die Oberamtsarztstelle in Rottweil an, die er bis zu seiner Berufung als Leibarzt Ihrer Majestät der Königin Olga 1882 ausübte.
Auch in Rottweil wirkte Rapp als homöopathischer Arzt, der seine selbst verordneten Arzneimittel selbst herstellte. Auch dort führte dies zu Beschwerden von ortsansässigen Apothekern. Er bat deswegen um die Befreiung von der Vornahme der Apothekenvisitation, die ihm jedoch nicht gewährt wurde.
1886 wurde er geadelt.